# Chungnam Asan FC
Chungnam Asan Football Club (anteriormente conhecido como Asan Mugunghwa FC) é um clube de futebol sul-coreano com sede em Ansan.

## História
Em novembro de 2019, foi anunciado que o Asan Mugunghwa, o clube de futebol policial no qual os futebolistas sul-coreanos cumpriram seu dever militar de dois anos, seria transformado em um clube de futebol civil, onde jogadores estrangeiros não sul-coreanos também poderiam jogar.  O novo nome do clube, Chungnam Asan FC, junto com um novo escudo, foi oficialmente revelado em 27 de dezembro de 2019. 